# Passiena (gens)
Passiena (em latim: Passiena, pl. Passieni) era uma família plebéia na Roma Antiga. A família também é conhecida por variações de escrita no seu nome como Passiênia (Passienia), Pessênia (Passenia), Passênia (Passennia) ou Passena (Passenna). Originalmente era uma família de categoria equestre, mas pelo menos um membro foi posteriormente admitido no patriciado. Os membros desta gens aparecem na história desde os primeiros anos do Império Romano até o século III, e vários obtiveram o consulado, começando com Lúcio Passieno Rufo no ano 4 a.C. 

## Origem
A ortografia variável do nome torna difícil ter certeza de sua origem, mas Passieno parece ser o mais comum. O sufixo formador de gentios -enus não era típico dos nomes latinos, mas era comum nas regiões do Piceno e Úmbria. Posteriormente fora regularizado para Passiênio ou Passênio em alguns casos, dando ao nome uma aparência mais romana. A variação Passeno, encontrada em algumas fontes, seria típica de um gentilício etrusco latinizado, terminando originalmente em -enna, mas esta semelhança é provavelmente acidental. 

## Membros
- Passieno, o pai de Rufo, foi um orador mencionado por Sêneca, o Velho. Ele morreu em 9 a.C. [3] [4]
- Lúcio Passieno Rufo, cônsul em 4 a.C., e posteriormente procônsul de África, onde obteve uma série de vitórias militares, pelas quais foi agraciado com ornamentos triunfais. [5] [6] [7]
- Caio Salústio Passieno L. f. Crispo, filho do cônsul Rufo, e neto de uma irmã do historiador Salústio, que não tinha filhos. Salústio adotou o sobrinho-neto, que assumiu a sua nomenclatura. Foi confidente de Augusto e Tibério, mas não exerceu nenhum cargo público. Tácito relata que ele morreu em 20 d.C. Ele é frequentemente confundido com seu filho nos registros históricos. [8]
- Caio Salústio Passieno C. f. eu.n. Crispo, neto de Rufo, era marido de Agripina, e padrasto de Nero. Ele era um homem rico e um orador altamente respeitado, e foi cônsul duas vezes, a segunda vez em 44 d.C., no início do reinado de Cláudio. [9] [10] [11] [1]
- Caio Passieno Paulo, [i] um eques, altamente considerado amigo e colega poeta de Plínio, o Jovem. [12] [4]
- Caio Passiênio C. f. Cossônio Cipião Órfito, serviu como senador, áugure, questor urbano e um magistrado judicial. Também foi pretor designado, curador do Sútrio, e foi admitido no patriciado . [4]
- Passieno Rufo, amigo do orador e gramático Marco Cornélio Frontão. Ele foi cônsul sufecto em 142 d.C. [13] [7]
- Quinto Passieno Licino, cônsul sufecto em 149 d.C. [7]
- Passênia Petrônia, mulher de família senatorial, nomeada num azulejo da época de Cômodo. [4]
- Víbio Passieno, [ii] governador da África Proconsular entre 260 e 268 d.C, durante o reinado de Galieno. De acordo com Trebélio Polião (um dos autores da História Augusta, ele tentou colocar o usurpador Celso no trono, mas sua rebelião foi rapidamente reprimida. [14]